# 공대유
공대유(孔大維, 1982년 3월 21일~)는 대한민국의 MC겸 배우이다.
재일 한국인이며, 일본 와타나베 엔터테인먼트 -> 프리 -> 아이에스 필드 소속이며, 일본명이 따로 없이 본명 공대유(일본어: コン・テユ)으로 활동중이다.

## 출연 작품

### 영화
- 《조선명탐정: 사라진 놉의 딸》 (2015년) - 일본인 반장 역
- 《강철비 2: 정상회담》 (2020년) - 초계기 조종사 역
- 《범죄도시 3》 (2023년) - 키무라 쇼오키치 역 (토모 부하 → 리키 부하, 첫 천만영화)
- 《노량: 죽음의 바다》 (2023년)

### 드라마
- 《미스터 션샤인》 (2018년, tvN) - 사사키 소유 역
- 《파친코》 (2022년, Apple TV+) -  경찰관 역

## 같이 보기
- 무한남자
  - 이태강
- 성선임(소닌)
- 재일 한국인의 목록